# Jerónimo de Uztáriz
Jerónimo de Uztáriz (ou Ustáriz) y Hermiaga (Santesteban, Navarre, 1670 - Madrid, 1732) était un militaire, haut fonctionnaire et économiste espagnol.
Issu d’une famille ancienne et respectée de la partie bascophone de la Navarre, il s’en alla, adolescent encore, pour Madrid, puis pour la Flandre, où il suivit une formation militaire de haut niveau théorique et technique à l’Académie militaire de Bruxelles. À l’issue de son cursus, il fit carrière dans l’armée, combattant notamment dans la guerre de la Ligue d'Augsbourg, puis se mit au service du haut commandant Isidro de la Cueva, pour ensuite suivre celui-ci en Italie après qu’il eut été nommé vice-roi en Sicile. De retour en Espagne en 1707, Uztáriz commença une carrière dans l’administration de l’État, occupant de hauts postes dans différents services en rapport avec le commerce extérieur, les finances et la monnaie. À ce titre, il fut l’auteur de plusieurs rapports, où il se faisait notamment l’avocat de la mise en œuvre en Espagne du colbertisme, prônant, comme modèles à imiter, la France et la Hollande.
Son maître-livre cependant est Theórica y Práctica de Comercio y Marina, qui parut d’abord dans un tirage confidentiel en 1724, puis connut une ample diffusion après sa mort en 1742 ; traduit en plusieurs langues, le livre lui valut l’éloge posthume de Voltaire et une mention par Adam Smith, et devint bientôt le traité d’économie de référence dans l’Espagne du XVIIIe siècle. L’auteur insiste (en accord avec les idées de l’époque) sur l’importance pour l’Espagne de détenir des métaux précieux, mais préconise d’y arriver en maintenant une balance commerciale excédentaire, à l’effet de quoi l’État devait favoriser la création de manufactures, en particulier par une politique gouvernementale ciblée axée sur une réduction des taxations intérieures, assortie d’une réorganisation des droits de douane sur les marchandises à l’entrée et à la sortie, afin d’accroître la consommation intérieure et les exportations, à l’instar des politiques tarifaires protectionnistes adoptées en ces années par la France, l’Angleterre et la Hollande. D’autre part, il préconise d’améliorer les infrastructures de transport, de créer des académies afin de professionnaliser les décisionnaires, et de maintenir une marine de guerre au service du commerce. Toutefois, peu favorable aux manufactures royales, qu’il veut voir privatisées, Uztáriz n’attribue pas à l’État un rôle de protagoniste dans l’économie, mais seulement celui de régulateur et de protecteur de relations commerciales libres, Uztáriz s’inscrivant ainsi dans ce que certains auteurs ont dénommé le courant post-mercantiliste.

## Biographie
Jerónimo de Uztáriz naquit en 1670 dans le bourg de Santesteban de Lerín, dans le nord de la Navarre, comme enfant puîné de Juan de Uztáriz, issu d’une des familles de hidalgos les plus anciennes, les plus fortunées et les plus estimées de Santesteban, et de María de Hermiaga, laquelle le laissera bientôt orphelin de mère ; le couple aura au total sept enfants. Il reçut le baptême le 16 novembre 1670, ce qui laisse supposer qu’il a dû venir au monde quelques jours auparavant. Conformément au droit et à la coutume du majorat, il ne lui échut, au titre de puîné, aucune part des biens inaliénables de la famille, raison pour laquelle il choisit, après la mort de son père en 1684, comme tant d’autres dans sa position, d’émigrer pour se ménager un avenir ; à l’âge de quinze ans, il résidait déjà à Madrid, au domicile de quelque proche parent, mais au bout d’un an, il se rendit à Bruxelles, en Flandre, et y entreprit des études à l’Académie royale militaire, où étaient donnés des cours de mathématiques, de fortification, d’artillerie, de tactique, de géographie et de navigation ; ces enseignements techniques, très qualifiés pour l’époque, se prolongeaient sur deux années et étaient dispensés en français. À l’issue de son cursus, il obtint le titre d’ingénieur, alors fort prisé dans les cours d’Europe.
À partir de 1688, il servit dans l’armée espagnole de Flandre et combattit pendant près de dix ans dans la guerre de la Ligue d'Augsbourg. Au long des années qu’il passa dans le bataillon (tercio) de Flandre, il monta jusqu’au grade de maître de camp et prit part à huit campagnes, participant notamment au siège et à la prise de Namur en 1692, et aux sanglantes batailles de Steinkerke et de Neerwinden, ainsi qu’à celle de Leyde, lors de laquelle il fut fait prisonnier.. Il tirera orgueil d’avoir combattu sous les ordres du roi consort d’Angleterre, Guillaume d’Orange. En 1696, il épousa María de Azuara y Van Sesseguen, flamande noble et fortunée, issue d’une famille de militaires au service de l’Espagne depuis un siècle, et avec qui il aura sept enfants. En 1697, au lendemain de la guerre, il s’en revint en Espagne, mais n’y restera que peu de temps, retournant bientôt en Flandre.
Entre 1698 et 1704, Uztáriz travailla comme secrétaire d’Isidro de la Cueva, 5e marquis de Bedmar, gouverneur et commandant général de l’armée espagnole dans les Flandres, et c’est dans cette position qu’il assista au déclenchement de la guerre de Succession d'Espagne. Il participa aux premières batailles de la guerre, qui se déroulaient dans les Pays-Bas ; les troupes françaises et espagnoles étaient placées sous le commandement du duc de Bourgogne, frère de Philippe V.
En 1704, le marquis fut désigné vice-roi de Sicile, et Uztáriz suivra son maître dans son nouveau lieu d’affectation, pour y exercer comme secrétaire d’État à la Guerre. Pendant le voyage pour Palerme, alors qu’Uztáriz et sa famille faisaient escale à Rome, María Francisca de Azuara donna le jour au dernier enfant du couple, mais mourut en couches ; Gerónimo de Uztáriz, ainsi tombé veuf à l’âge de trente-cinq ans avec six jeunes enfants à charge, ne se remariera pas. Pendant son séjour en Sicile, il fut nommé Chevalier de Santiago. Sous l’autorité du marquis de Bedmar, il fit preuve de grands dons non seulement d’administrateur, mais aussi de politique, à telle enseigne qu’il se vit confier la correspondance avec les généraux, les gouverneurs et les cours de Madrid et de Paris. En décembre 1705 et octobre 1706, Bedmar envoya aux Parlement de Paris et aux Cortes de Madrid plusieurs rapports rédigés par Gerónimo de Uztáriz, où était exposée la situation économique et militaire de l’île.
En juillet 1707, en pleine guerre de Succession, Uztáriz quitta la Sicile en compagnie du marquis de Bedmar et rentra définitivement en Espagne, où il commença une carrière dans l’administration de l’État. En juillet de l’année suivante, il fut d’abord versé dans la dépendance de la Guerre et de la Marine, où il remplit l’office de secrétaire des décrets à la première table du bureau, ensuite passa secrétaire de la Commission royale du commerce et de la monnaie du Conseil des Indes, puis secrétaire de la Sala de Millones, et enfin secrétaire de la Commission du tabac. En 1712, la municipalité de Santesteban le nomma alcade et capitaine de la ville ; cependant, comme ses obligations ne lui permettaient pas de s’absenter de Madrid, il délégua à son frère aîné l’exercice de ces emplois. (La municipalité de Santesteban octroyait le privilège de telles nominations à des concitoyens ayant quitté la ville et réussi dans leur parcours professionnel.) Le 14 novembre 1713, Uztáriz fut désigné secrétaire de la Junta de Hacienda de Indias (± Comité des finances des Indes, créé en 1710), dont les attributions comprenaient tout ce qui touchait au commerce entre l’Espagne et les Indes, à l’envoi et au retour des flottes et des galions et aux recettes fiscales des Indes. C’est à ce titre aussi qu’il participa aux pourparlers avec l’Angleterre à propos de la traite des noirs. En janvier 1721, il établit, à l’instigation de son supérieur Grimaldo, un rapport à l’intention de Philippe V sur la nécessité de maintenir à Madrid un entrepôt pour approvisionner les troupes en vêtements.
En 1725, ayant mené à bien la réorganisation de la Commission de commerce (Junta de Comercio), Uztáriz en fut nommé secrétaire avec faculté de vote. Lorsque la Commission de commerce fut fusionnée avec celle de la Monnaie, il fut élu ministre de la nouvelle entité ainsi créée. Il eut une grande influence sur la politique économique de  Philippe V.
En 1724, sur les instances du roi, une commission composée de Juan de Goyeneche, du marquis de Torrehermosa, président de la Junta de Comercio, et de Gerónimo de Uztáriz, visita les Reales Fábricas de Paños (Manufacture royale de draps) de Guadalajara. La mission de ladite commission consistait à formuler des recommandations quant à ce qui pouvait être fait pour remédier au mauvais fonctionnement de la fabrique, à ses résultats négatifs et à la mauvaise qualité de ses tissus. La Commission recommanda que fût nommé un professionnel au poste de directeur et que la fabrique passât aux mains d’un particulier. Trois ans plus tard, José Patiño sollicita Uztáriz de rédiger un rapport sur la manufacture de Guadalajara, occasion pour Uztáriz de répéter les recommandations faites en 1724, à savoir : que les fabriques ne devaient pas appartenir à la Couronne, mais à des particuliers, que le directeur devait être un technicien, et qu’il y avait lieu, avant de songer à vendre les fabriques, de réaliser les investissements dans les moulins à foulon, tel que préconisé en 1724.
Uztáriz décéda le 31 janvier 1732 à Madrid et fut inhumé dans l’église de sa paroisse madrilène, l’église (aujourd’hui disparue) Sainte-Marie de la Almudena.

## Œuvre
En 1717, Uztáriz rédigea le prologue de l’édition espagnole de Mémoire sur le commerce des Hollandais du savant français Pierre-Daniel Huet, prologue où Uztáriz présentait une esquisse de ses propres idées en matière économique, se faisant notamment l’avocat de la mise en œuvre en Espagne du colbertisme et prônant, comme modèles à imiter, la France et la Hollande.  

### Teoría y práctica de Comercio y Marina

Théorie et pratique du commerce, traduction française de 1753 de Teoría y Práctica de Comercio y Marina de 1724.

Son œuvre maîtresse, Teoría y práctica de Comercio y Marina (ou Theorica y Practica de Comercio y Marina, dans la graphie ancienne), parut en 1724, dans un tirage extrêmement restreint, destinée strictement à quelques proches de l’auteur et éditée sans autorisation officielle. L’on ne sait avec certitude la raison de cette distribution quasi clandestine, mais il est spéculé que la cause en fut que les idées exposées dans le livre à l’encontre des grandes compagnies de commerce jouissant de privilège royal entraient en contradiction avec les conceptions économiques du monarque Philippe V, et Uztáriz ne voulait pas, par la diffusion de cet ouvrage, mettre en péril sa carrière dans l’administration de l’État. Six ans après la mort de Jerónimo de Uztáriz, son fils Casimiro, qui était secrétaire du ministère de la Guerre et du Conseil d’État, écrivit un commentaire sur l’œuvre de son père, laquelle fut finalement rééditée dans une version revue et augmentée en 1742. Cette fois, l’ouvrage d’Uztáriz connut une ample diffusion et devint un classique, traduit d’abord en anglais et édité à Londres (1751) puis à Dublin (1752), ensuite en français (1753), et aussi en hollandais et italien. En Espagne, il eut une troisième édition encore, en 1757. Voltaire mentionna Uztáriz dans son livre Essai sur les mœurs, le décrivant comme « le célèbre Ustariz, homme d’État, qui écrivit en 1723 pour le bien de son pays » ; Uztariz est d’autre part le seul économiste espagnol à être cité par Adam Smith dans la Richesse des nations (1776). À noter que la Theorica parut juste avant que ne fût rendu public le contenu du traité de Commerce et de Navigation signé le 1er mai 1725 entre l’Espagne et l’Autriche.
Dans cet ouvrage, Uztáriz assimile la richesse nationale avec la détention de métaux précieux, point de vue qui n’était certes pas neuf, mais auquel l’auteur cependant ajoute que le principal n’est pas d’éviter, au moyen de restrictions, la fuite desdits métaux vers l’étranger, mais de faire en sorte qu’ils affluent dans le pays par le maintien d’une balance commerciale favorable. Le remède général consiste à stimuler les manufactures et à réorganiser le commerce. Une nation ne peut être grande sans un commerce grand, et un commerce utile est impossible sans posséder des manufactures. Pour faire surgir celles-ci, le soutien gouvernemental est nécessaire, soutien se traduisant en particulier par l’octroi de grâces et de franchises aux fabricants et aux vendeurs. Parallèlement, une réduction des taxations intérieures, assortie d’une réorganisation des droits de douane sur les marchandises à l’entrée et à la sortie, serait à même d’accroître la consommation intérieure et les exportations, attendu que les droits excessifs payés dans la Péninsule et les droits de douane avaient pour effet d’enchérir les produits espagnols par rapport à ceux venus de l’étranger. Sous ce rapport, il propose, comme exemples à suivre, les politiques tarifaires protectionnistes qu’adoptaient en ces années la France, l’Angleterre et la Hollande ; des 107 chapitres de la Theorica, Uztáriz en consacre en effet 24 à expliquer la politique mise en œuvre dans le domaine des douanes et du commerce dans lesdits trois pays. La guerre tarifaire avait donc commencé en Europe, cependant l’Espagne tardait à réagir. Uztáriz propose que les droits de douane soient utilisés comme moyen pour protéger l’industrie nationale, chose que ne demandaient pas les fabricants espagnols de drap à l’époque. Les recettes des douanes constituent, vers le début du XVIIIe siècle, une appréciable ressource fiscale de la Couronne, la troisième en montant des recettes, derrière les recettes provinciales et les taxes sur le tabac. Uztáriz propose d’exonérer de taxes les marchandises de la Péninsule embarqués à destination de l’Amérique, et critique les clauses du traité de commerce que l’Espagne venait de signer à Utrecht par lesquelles l’Espagne était tenue d’imposer des droits de 10 pour cent sur toutes ses exportations en direction de l’Angleterre. Uztáriz préconise de réduire à 2,5 % les droits de douane à l’exportation, et de rehausser à 20 % ceux sur les importations, à l’instar de ce qui se pratiquait en Angleterre, en Hollande et en France. À cause de la structure fiscale, le prix du textile espagnol était plus élevé en Espagne et aux Indes que le prix auquel se vendaient les tissus étrangers, et l’auteur suggère des mesures fiscales propres à éliminer ce différentiel, qui était l’une des causes du déclin de l’industrie textile espagnole. Toutefois, les restrictions à l’entrée pour ces produits doivent être décidées eu égard à l’état de développement de l’industrie nationale, afin de ne pas provoquer des difficultés d’approvisionnement. 
Pour Ustáriz, la cause de la décadence espagnole n’était pas l’émigration vers les Indes, comme l’affirmaient d’autres, mais ce rapport de forces commercial défavorable. Opposé au développement de manufactures royales, il préconise d’impulser l’industrie privée, et ne considère pas efficace pour l’épanouissement du commerce extérieur espagnol la création de compagnies de commerce. Il demande que des représentations commerciales espagnoles soient mises en place dans les principaux ports à l’étranger. Il sollicite de réformer la Commission du commerce, notamment en y faisant siéger des hommes préparés et expérimentés. Il recommande d’aménager des canaux de transport fluvial et d’améliorer le réseau routier et les ports. Il conseille de créer des académies pour stimuler le commerce et les sciences et les arts en général. Il insiste sur la nécessité de disposer d’une bonne marine en appui et en défense du commerce ; ayant défini le rapport qui selon lui devrait exister entre les forces maritimes et celles terrestres, il calcule le coût qu’entraînerait l’entretien des armées de terre et de mer, dans le cas où la nouvelle répartition des forces telle que proposée par lui serait mise en œuvre.

## Jugement
Ustáriz était le plus grand économiste espagnol de la première moitié du XVIIIe siècle et eut une influence sur les théoriciens et auteurs de son époque et de celle immédiatement postérieure. Selon l’historien Marcelo Bitar, ce fut « la sienne ambition (et la première en date en Espagne) que d’organiser de façon cohérente et systématique l’économie intérieure de la Péninsule et son commerce extérieur afin d’atteindre les objectifs mercantilistes propres à l’époque ». Pourtant, le fait qu’il n’attribue pas à l’État le rôle de protagoniste dans l’économie, mais seulement celui de régulateur et de protecteur de relations commerciales libres, s’inscrit dans ce que certains auteurs ont dénommé le post-mercantilisme. L’importance de ces idées transparaît dans les observations faites par José Antonio Maravall dans sa préface à l’ouvrage de Marcelo Bitar : 

« Au XVIIIe siècle, on voit se consolider quelque chose qui était annoncé depuis le XVIe siècle : une économie nationale. Les économistes de ce siècle-là élargissent leurs considérations vers les intérêts de la communauté politique tout entière, en dépassant la stricte considération étatique, laquelle ne s’attache qu’au renforcement de l’État, à la gloire du prince, à l’enrichissement du Trésor, etc. »

Ainsi, l’économie devint-elle au XVIIIe, au même titre que les sujets philosophiques, et en lien avec ceux-ci, une matière politique par excellence : « il est impossible désormais de tenter de connaître la pensée politique sans prendre en considération les théories économiques ». Pour cette raison, indique Maravall, l’œuvre d’Ustáriz et, de façon générale, celle des « penseurs espagnols du XVIIIe siècle revêt un intérêt de plus en plus grand. Son estimable effort pour rétablir l’état d’un peuple et pour développer, avec d’amples finalités politiques et humaines, son économie, est impressionnante. Cela le porta à apporter des réflexions sur des aspects de la théorie économique qui anticipent des points de vue postérieurs, comme le souligne Schumpeter dans son Histoire de l’analyse économique ».

### Écrits de Jerónimo de Uztariz
- Dictamen de don Gerónimo de Uztariz sobre los libros Reflexiones Militares del Excmo. Sr. Marqués de Santa Cruz, non daté (inédit), Biblioteca de la Universidad Central de Barcelona, sig.174
- Voto de D. Gerónimo de Uztariz, Secretario de la Junta, mandada formar para el examen de la restitución de los Tribunales, y otros puntos, a la ciudad de Sevilla; a quien S. M. concedió la facultad de que tuviese voto en dicha Junta, en atención a lo muy instruido que se hallaba en el modo de hacerse los Comercios en toda Europa, por sus grandes experiencias, adquiridas fuera de Espagne, Madrid, 1722 (inédit)
- Consulta que hizo el Rey (que Dios guarde) Don Jerónimo de Uztariz como Secretario de la Junta mandada formar el año 1722. Remitiendo a Su Majestad los Votos y Dictamenes que se expusieron en la expresada Junta sobre la contienda de las dos ciudades de Sevilla y Cadiz, Madrid 1722 (inédit)
- Theorica y Practica de Comercio y de Marina, Madrid 1724 (Imprenta de Antonio Sanz, 1742 ; Madrid, 1757 ; avec une introduction par G. Franco, Madrid, éd. Aguilar, 1968 ; traduction anglaise sous le titre The Theory and Practice of Commerce and Maritime Affairs, établie par John Kippax, Londres, éd. J. & J. Rivington, 1751 ; à Dublin, 1752 ; traduction française sous le titre Théorie et pratique du commerce et de la marine par F. Véron de Forbonnais, Paris, 1753 ; traduction allemande à Hambourgo, 1753 ; traduction italienne sous le titre Teorica e practica di Commercio e di Marina par Adorno Hinojosa, Rome, per il Vescovi, 1793)
- “Informe sobre la Real Fabrica de Paños de Guadalajara”, reproduit dans Información Comercial Española (ICE), no 512, 1976, p. 101-102

### Publications sur Jerónimo de Uztariz
- (es) Marcelo Bitar Letayf, Economistas españoles del siglo XVIII, Madrid, Ediciones Cultura Hispánica, 1968, 257 p.
- (es) Jaime Carrera Pujal, Historia de la economía española, vol. III, Barcelone, Bosch, 1945
- (es) Manuel Colmeiro Pinedo, Historia de la economía política de España, Madrid, 1865 (rééd. 1965)
- (es) Manuel Colmeiro Pinedo, Biblioteca de los economistas españoles de los siglos XVI, XVII y XVIII, Madrid, Libreria Jimenez, 1880 (rééd. 1954)
- (es) Reyes Fernández Durán, Gerónimo de Uztáriz (1670–1732): Una Politica Economica Para Felipe V, Minerva Books, décembre 2000, 448 p. (ISBN 978-8488123190)
- André Mounier, Les faits et la doctrine économique en Espagne sous Phillipe V. Gerónimo de Uztáriz (1670-1732), Bordeaux, 1919
- Enciclopedia GER

## Source
- (es) Reyes Fernández Durán, « Gerónimo de Uztariz y Hermiaga (dans Diccionario Biográfico Espagnol) », Real Academia de la Historia, 2018 (consulté le 11 octobre 2019)